# 4837 Bickerton
A 4837 Bickerton (ideiglenes jelöléssel 1989 ME) egy kisbolygó a Naprendszerben. Alan C. Gilmore,  Pamela M. Kilmartin fedezte fel 1989. június 30-án.